# 瓦诺斯克
瓦诺斯克（法語：Vanosc，法語發音：[vanɔsk]）是法国阿尔代什省的一个市镇，属于罗讷河畔图尔农区。

## 地理
瓦诺斯克（45°13'28"N, 4°33'2"E）面积26.1 平方千米，位于法国奥弗涅-罗讷-阿尔卑斯大区阿尔代什省，该省份为法国东南部内陆省份，北起顺时针与卢瓦尔省、伊泽尔省、德龙省、沃克吕兹省、加尔省、洛泽尔省和上盧瓦爾省接壤。
与瓦诺斯克接壤的市镇（或旧市镇、城区）包括：阿诺奈、莫内斯捷、维勒沃康斯、沃康斯、比尔迪涅、里奥托尔。
瓦诺斯克的时区为UTC+01:00、UTC+02:00（夏令时）。

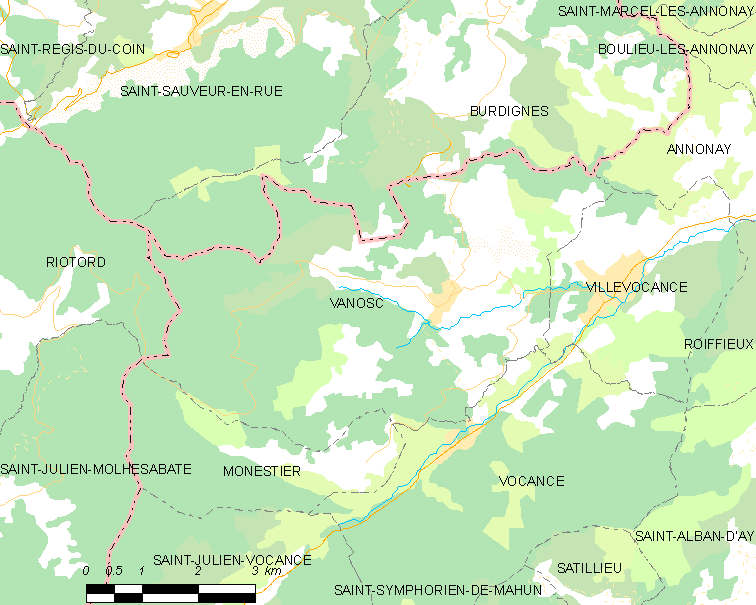
瓦诺斯克的OSM定位图

## 行政
瓦诺斯克的邮政编码为07690，INSEE市镇编码为07333。

## 政治
瓦诺斯克所属的省级选区为阿诺奈第二县。

## 人口

1962-2008年间瓦诺斯克人口变化图示

瓦诺斯克于2022年1月1日时的人口数量为934人。